# El Nuevo Coloso
"El Nuevo Coloso" (en inglés: The New Colossus), es un soneto de la poeta judeo-estadounidense Emma Lazarus (1849–1887). El poema fue escrito en 1883 con la intención de recaudar fondos para la construcción de un pedestal para la Estatua de la Libertad (La Libertad iluminando el Mundo; en inglés: Liberty Enlightening the World; en francés: La Liberté éclairant le monde), ubicada en la Ciudad de Nueva York. En 1903, el poema fue fundido en una placa de bronce y montado dentro de la parte inferior del pedestal sobre el que está montada la estatua.

## Historia

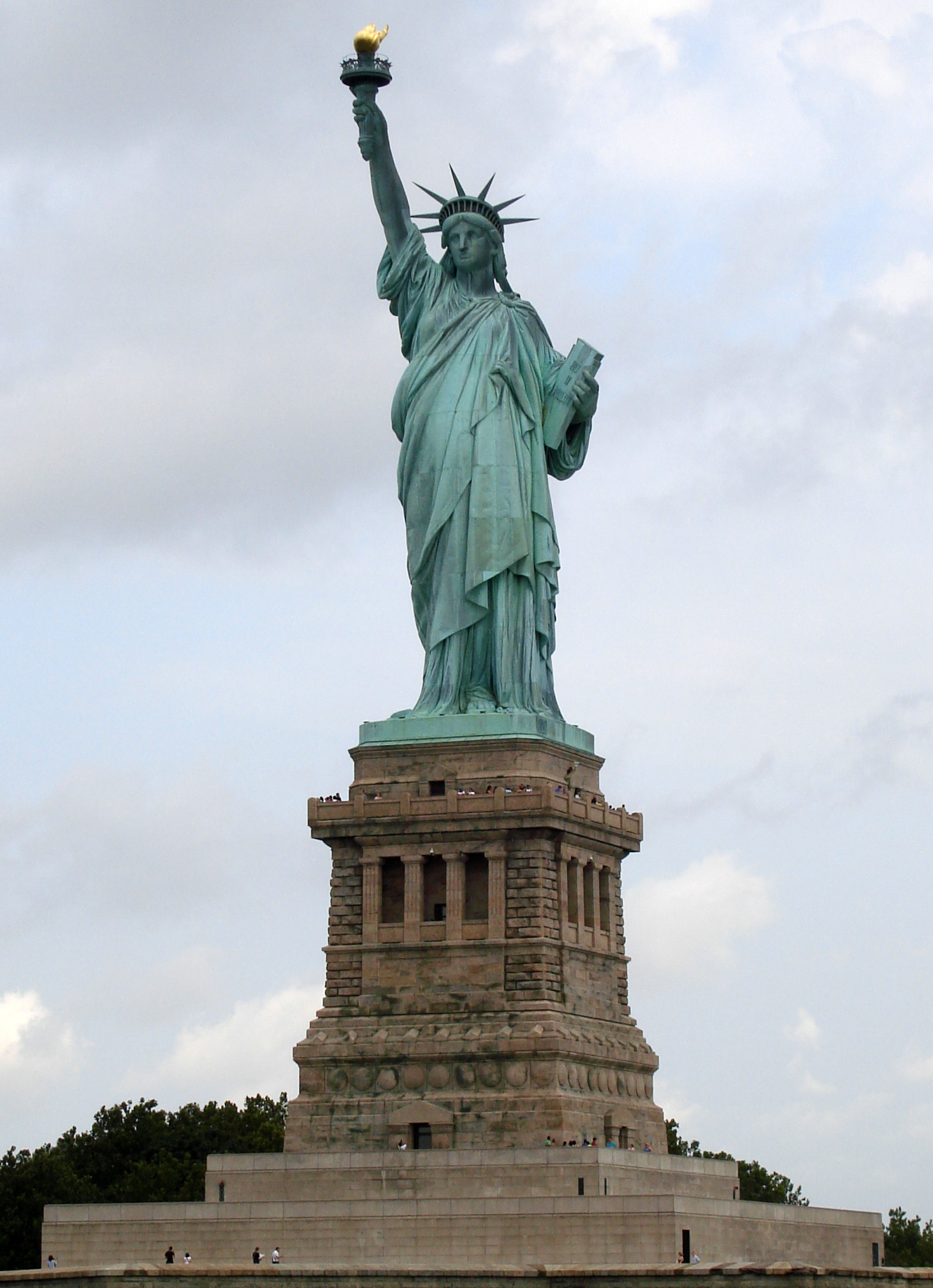
Estatua de la Libertad en el Puerto de la ciudad de Nueva York

El poema se escribió para ser donado y luego puesto en audición en una subasta de piezas de arte y obras literarias organizada por la Exhibición del Fondo de Préstamos para el Arte en Auxilio del Fondo Bartholdi para el Pedestal de la Estatua de la Libertad (en inglés: Art Loan Fund Exhibition in Aid of the Bartholdi Pedestal Fund for the Statue of Liberty), con el propósito de ayudar a recaudar fondos para la construcción de dicho pedestal. El recaudador de fondos William Maxwell Evarts fue quien solicitó a Emma Lazarus que hiciera una contribución al evento. Ella se negó inicialmente, pero su amiga, la escritora Constance Cary Harrison, logró convencerla de que la estatua podría hacerse de gran importancia para los migrantes que llegaran en bote a la ciudad, pues la verían al entrar en el Puerto de Nueva York.
Lazarus, ya había estado involucrada previamente en proveer de ayuda a los refugiados judíos que llegaban a Nueva York después de haber huido de los pogromos antisemitas de la Europa Oriental, y vio en la estatua un posible medio para expresar su empatía por los refugiados.
"El Nuevo Coloso" fue la primera obra que se leyó en la inauguración de la exhibición el 2 de noviembre de 1883. El poema permaneció asociado al evento a través de su aparición en un catálogo publicado hasta el cierre de la exhibición en agosto de 1885, cuando se había logrado conseguir el dinero necesario para financiar por completo la construcción del pedestal, pero después cayó en el olvido y no tuvo ninguna presencia en la inauguración de la estatua, que ocurrió en 1886. A pesar de esto, en esa época la obra fue publicada en el New York World, perteneciente a Joseph Pulitzer, y en The New York Times.
En 1901, Georgina Schuyler, una amiga de Lazarus, empezó a liderar un esfuerzo por conmemorar a Emma Lazarus y su obra. Este esfuerzo conseguiría éxito en 1903, con la colocación de una placa de bronce con el texto del poema en una pared interior del pedestal de la Estatua de la Libertad.
En la placa montada dentro del pedestal, a la estrofa "Keep ancient lands, your storied pomp!" le hace falta una coma. En el escrito original, la estrofa dice: "Keep, ancient lands, your storied pomp!" Erróneamente, la placa se describe a sí misma como un grabado a pesar de en realidad ser una fundición.
El manuscrito original del poema está en custodia de la Sociedad de la Historia Judeo-Estadounidense.

## Texto del poema
Original en inglés:

The New Colossus
Not like the brazen giant of Greek fame,

With conquering limbs astride from land to land;

Here at our sea-washed, sunset gates shall stand

A mighty woman with a torch, whose flame

Is the imprisoned lightning, and her name

Mother of Exiles. From her beacon-hand

Glows world-wide welcome; her mild eyes command

The air-bridged harbor that twin cities frame.

"Keep, ancient lands, your storied pomp!" cries she

With silent lips. "Give me your tired, your poor,

Your huddled masses yearning to breathe free,

The wretched refuse of your teeming shore.

Send these, the homeless, tempest-tost to me,

I lift my lamp beside the golden door!"
Traducción al español:

El Nuevo Coloso
No como el mítico gigante griego de bronce,

De miembros conquistadores a horcajadas de tierra a tierra;

Aquí en nuestras puertas del ocaso bañadas por el mar se erguirá.

Una poderosa mujer con una antorcha, cuya llama

Es el relámpago aprisionado, y su nombre

Madre de los Exiliados. Desde el faro de su mano

Brilla la bienvenida para todo el mundo; sus templados ojos dominan

El puerto cruzado por los vientos que las ciudades gemelas enmarcan

"¡Guardaos, tierras antiguas, vuestra pompa legendaria!" grita ella

Con labios silenciosos. "Dadme a vuestros rendidos, a vuestros pobres,

Vuestras masas hacinadas anhelando respirar en libertad,

El desamparado desecho de vuestras rebosantes playas.

Enviadme a estos, los desamparados, sacudidos por las tempestades,

¡Yo elevo mi faro al costado de la puerta dorada!"

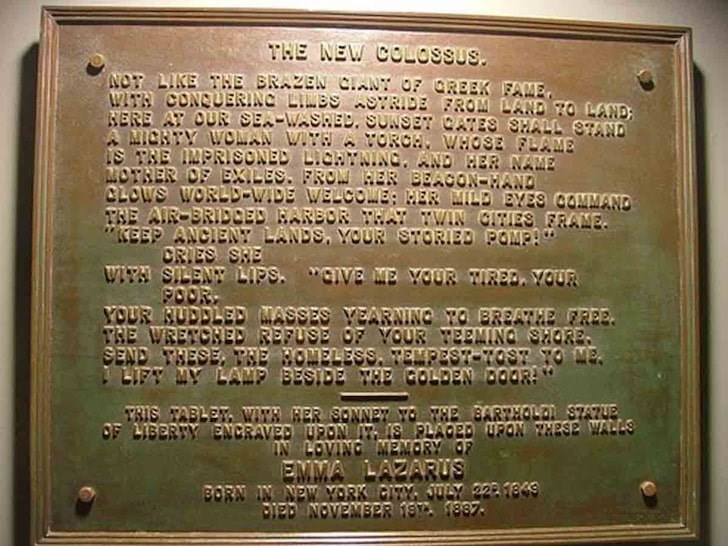
Placa de bronce en el interior del pedestal de la Estatua de la Libertad en la que está fundido el texto del poema

Emma Lazarus, 1883

## Interpretación
El poema es un soneto petrarquista.

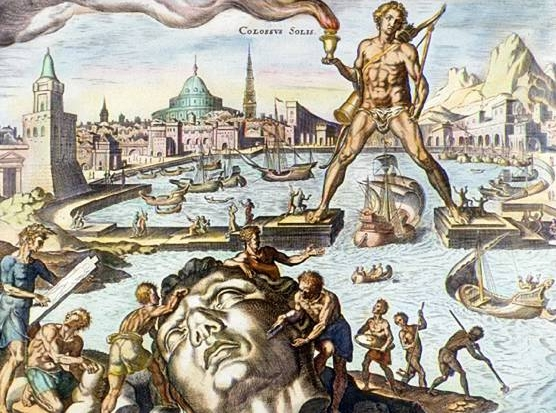
El poema hace referencia al Coloso de Rodas con las palabras: "[...] el mítico gigante griego de bronce, / De miembros conquistadores a horcajadas de tierra a tierra;"

El título del poema y sus dos primeras estrofas hacen referencia al Coloso de Rodas, una famosa estatua gigantesca del dios Helios, considerada una de las Siete maravillas del mundo antiguo, que se cree solía encontrarse de pie a horcajadas sobre la entrada al puerto de la isla griega de Rodas alrededor del Siglo III a. C.
En su obra, Lazarus genera un contraste entre el Coloso, un símbolo de la grandeza y el imperio de la Antigua Grecia ("No como el mítico gigante griego de bronce,"), con un "nuevo coloso" –la Estatua de la Libertad,– que ella describe como la encarnación femenina de imponente "fuerza materna" (al llamarla "Madre de los Exiliados").
Las llamadas "puertas del ocaso bañadas por el mar" se considera son las desembocaduras de los ríos Hudson y Este, que se unen al oeste de Brooklyn. El "relámpago aprisionado" es una referencia a la luz eléctrica presente en el interior de la antorcha, lo que era una novedad tecnológica en aquel entonces.
El "puerto de cruzado por los vientos que las ciudades gemelas enmarcan" hace referencia al Puerto de Nueva York, localizado entre las costas de la ciudad de Nueva York (que en aquel momento sólo abarcaba la Isla de Manhattan), y las de la ciudad de Brooklyn, que se consideraban ciudades gemelas, pero independientes una de la otra, en el tiempo en el que se redactó el poema. Más adelante, en 1898, ambas entidades se consolidarían como alcaldías parte de la ahora unificada Ciudad de Nueva York, junto con Queens, El Bronx y Staten Island.
Las "masas hacinadas" se refieren a las grandes cantidades de migrantes que arribaron a los Estados Unidos en los 1880's, en particular aquellos que llegaban en barco a través del puerto de Nueva York. Lazarus era una voluntaria y activista defensora que trabajaba para brindar ayuda a los refugiados judíos que escapaban de la persecución en su contra llevada a cabo en la Rusia zarista.

## Influencia

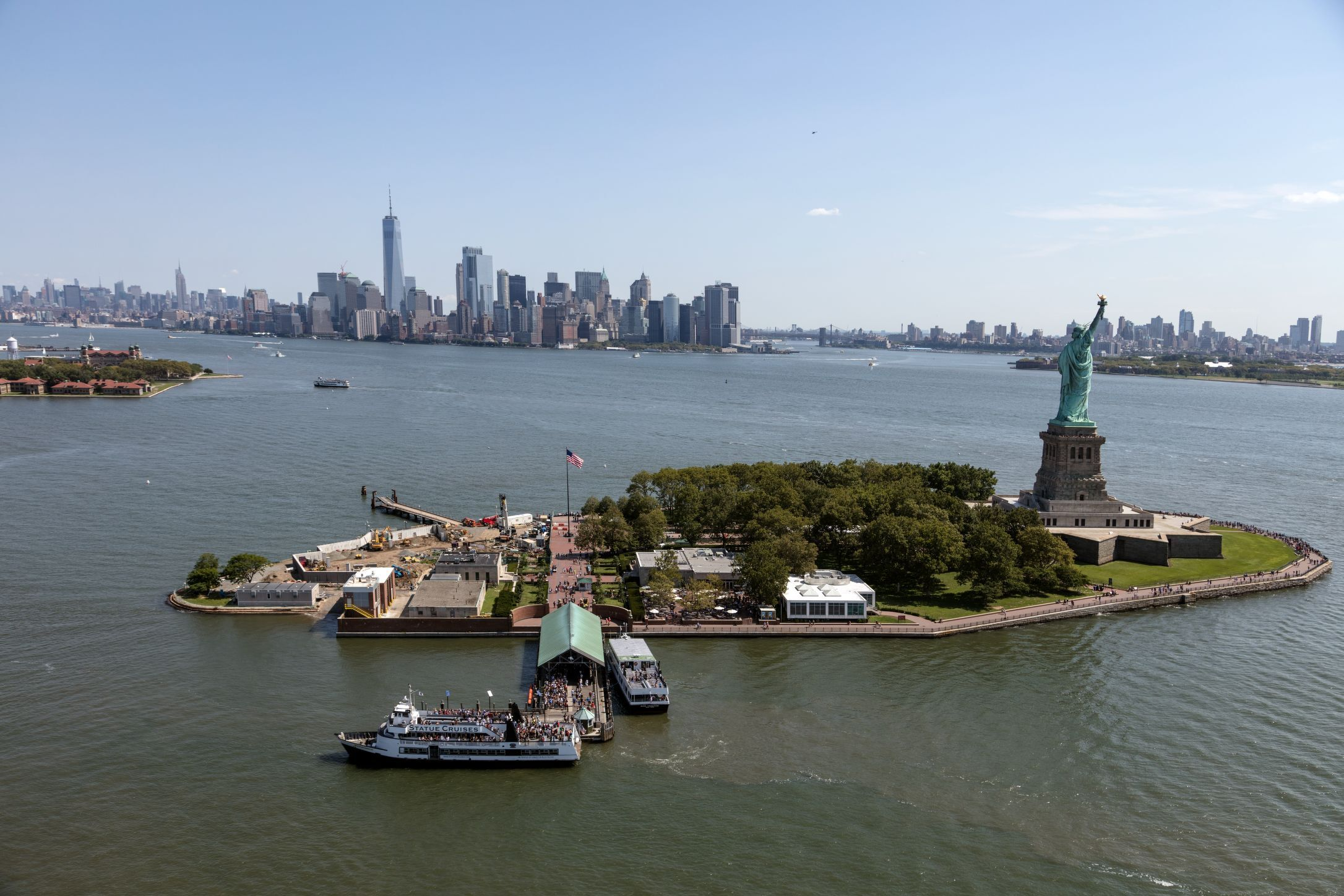
Puerto de Nueva York con el Río Hudson (extremo izquierdo), el Río Este (derecha), y la Estatua de la Libertad (primer plano)

### La migración a los Estados Unidos
El escritor Paul Auster afirmó que "la efigie gigantesca de Bartholdi se había concebido originalmente como un monumento a los principios del republicanismo internacional, pero "El Nuevo Coloso" reinventó el propósito de la estatua, convirtiendo a La Libertad en una madre acogedora, un símbolo de esperanza para los marginados y oprimidos del mundo."
John T. Cunningham, por su parte, escribió que "La Estatua de la Libertad no fue concebida ni esculpida como un símbolo de la migración, pero rápidamente se transformó en uno con los barcos de los migrantes pasando por debajo de la antorcha y el rostro resplandeciente, en sus trayectos con dirección a la Isla Ellis. Fue, sin embargo [el poema de Lazarus], el que fijó permanentemente el papel de encargada no oficial de saludar a los migrantes entrando [al puerto] a la Señorita Libertad."
El poema ha entrado al ámbito político. Fue citado en el libro de 1958 escrito por John F. Kennedy "Una Nación de Inmigrantes". En 2019, durante el término presidencial de Donald Trump, Ken Cuccinelli, a quien el presidente Trump había nombrado director interino del Servicio de Ciudadanía e Inmigración de los Estados Unidos, modificó una de las estrofas al recitar el poema, a modo de mostrar apoyo para con la "regla de carga pública" que la administración de Trump proponía para no otorgar visas o green cards a solicitantes sin determinados niveles de educación o ingresos. La estrofa modificada por Cuccinelli se traduce como: "¡Dadme a vuestros rendidos, a vuestros pobres que pueden valerse por sí mismos, y que no se convertirán en una carga pública...!" Más adelante también hizo alusión a la idea de que las "masas hacinadas" de las que habla el poema eran [exclusivamente] europeas; y minimizó la relevancia del poema al decir que este "no [era] en realidad parte original de la Estatua de la Libertad." El comentario de Cuccinelli provocó críticas. La regla propuesta por la administración de Trump fue más tarde bloqueada por un tribunal federal de apelaciones.

## En la cultura popular
Fragmentos del poema aparecen también en la cultura popular:
- El musical de Broadway "Miss Liberty", con música y letra escritas por Irving Berlin, él mismo un inmigrante, utiliza la estrofa final que dice "Dadme a vuestros rendidos, a vuestros pobres..." como base para una canción.[19][25]
- Joan Baez utilizó la segunda mitad del poema en la letra de "The Ballad of Sacco and Vanzetti Part 1", que forma parte de la banda sonora compuesta por Ennio Morricone para la película italiana Sacco & Vanzetti de 1971, basada en el juicio y la ejecución de los anarquistas italo-estadounidenses Nicola Sacco y Bartolomeo Vanzetti.[26]
- La Sociedad de la Historia Judeo-Estadounidense, con sede en Nueva York, tiene un "Proyecto El Nuevo Coloso", que consiste en exhibiciones, videos y otras actividades académicas relacionadas al poema. También organiza al "Proyecto de Traducción de El Nuevo Coloso" (producido por Alicia Ostriker, Mihaela Moscaliuc y Tess O'Dwyer); que publica traducciones del poema a varios idiomas hechas por poetas de alrededor del mundo, incluyendo la traducción al esperanto de Esther Schor; biógrafa de Emma Lazarus, y las traducciones al hebreo de Karen Alkalay-Gut, al chino de Ming Di, al árabe de Dunya Mikhail, y al español de Giannina Braschi.[27][28]

El poema también se recita o menciona con frecuencia en obras de ficción en la literatura, el cine y los videojuegos. Algunos ejemplos incluyen:
- Una versión del poema es recitado en El bosque oscuro escrito por Liú Cíxīn, publicado en chino en 2008, y que es el segundo volumen de la trilogía de ciencia ficción El recuerdo del pasado de la Tierra.[29]
- El poema fue leído en la película de 1941 Si no amaneciera.
- También fue recitado por la heroína de la película de guerra Saboteur dirigida por Alfred Hitchcock.[19]
- El personaje B. J. Blazkowicz lo recita al final del videojuego Wolfenstein: The New Order del 2014. El título del poema también sirve como el subtítulo de la secuela del juego, llamada; Wolfenstein II: The New Colossus.
- En el juego Dimensión 20: The Unsleeping City, Emma Lazarus es una hechicera, y profetiza la trama que discurre durante la campaña.